# Харитон (Лукич)
Отец Харитон (серб. Харитон), в миру Радослав Лукич (серб. Радослав Лукић; 21 ноября 1960 — 15 июня 1999) — монах сербского православного Монастыря Святых Архангелов в Призрене. Был похищен и убит в 1999 году; предположительно, убийство совершили боевики Армии освобождения Косово. В Сербии почитается как православный новомученик, хотя официально не канонизирован Сербской православной церковью.

## Биография
Родился 21 ноября 1960 года в селе Луковачка-Река (ныне Сеоце) общины Куршумлия. Родом из рабоче-крестьянской семьи, при крещении получил имя Радослав. В 1995 году стал послушником Монастыря Црна-Река, с 1997 года послушник Монастыря Святых Архангелов в Призрене. В 1998 году принял там монашеский постриг, который стал первым за 550 лет в истории монастыря. С благословления игумена оказывал помощи старикам и немощным. По свидетельствам местных монахов, был смиренным и незлобным человеком.
15 июня (в ряде других источников — 16 июня) 1999 года в Призрене его похитили вооружённые лица в форме Армии освобождения Косово (АОК). В то время в пригородах Призрена находились миротворцы из KFOR, однако поиски отца Харитона не увенчались успехом. В те же дни АОК похитили или убили не менее 10 местных сербских жителей.
8 августа 2000 года останки отца Харитона было обнаружено на кладбище албанской деревни в Тусусе под Призреном. Согласно судебно-медицинской экспертизе, тело после убийства было оставлено на открытом воздухе; были сломаны несколько рёбер и рука, голова и шейные позвонки отсутствовали. Свитер спереди был распорот, а в районе сердца были обнаружены отметины, что говорило о том, что отцу Харитону нанесли смертельные удары ножом или иным режущим предметом в области брюшной полости и сердца. Рядом с одеждой были найдены удостоверения и четки. Голову отца Харитона найти не удалось. В ночь с 11 на 12 ноября 2000 года состоялись панихида в монастыре Грачаница и похороны отца Харитона. Свидетельства об обнаружении тела и соответствующие заключения о смерти были переданы в МТБЮ, однако подозреваемые в убийстве не были найдены.
16 мая 2016 года не признанная канонически Рашкско-Призренская епархия канонизировала его в монастыре Иоанна Крестителя в Люляцах как преподобного мученика Харитона Косовского. Его память празднуется 28 сентября по старому календарю и 11 октября по новому календарю. Сербская православная церковь официально не канонизировала его, хотя православными сербами отец Харитон почитается как новомученик Харитон Архангельский и Црнорецкий.